# Angelo Brignole
Pour les articles homonymes, voir Brignole.
Angelo Brignole (né le 10 mars 1924 à Borzonasca et mort le 19 février 2006 à Borgomasca) est un coureur cycliste italien. Professionnel de 1946 à 1951, il s'est classé sixième du Tour d'Italie 1948.

## Palmarès
- 1946
  - 2e de la Coppa Bernocchi
- 1948
  - 6e du Tour d'Italie

## Résultats sur les grands tours

### Tour de France
2 participations
- 1949 : 53e
- 1950 : retrait de l'équipe d'Italie (12e étape)

### Tour d'Italie
5 participations
- 1946 : abandon
- 1947 : 25e
- 1948 : 6e
- 1949 : 29e
- 1950 : 66e